# Holovkivka, Oleksandria
Holovkivka (în ucraineană Головківка) este localitatea de reședință a comunei Holovkivka din raionul Oleksandria, regiunea Kirovohrad, Ucraina.

## Demografie
Componența lingvistică a localității Holovkivka
     Ucraineană (96,12%)
     Rusă (3,79%)
Conform recensământului din 2001, majoritatea populației localității Holovkivka era vorbitoare de ucraineană (96,12%), existând în minoritate și vorbitori de rusă (3,79%).